# Johorstrædet
Johorstrædet er smalt internationalt stræde som adskiller Vestmalaysia mod nord fra Singapore mod syd. Johorstrædet er mod vest forbundet med sydenden af Malaccastrædet, og mod sydøst med Singaporestrædet. Johorfloden udmunder på den nordøstlige side af Johorstrædet i Malaysia.

## Krydsninger
Der er to faste forbindelser over Johorstrædet. Johor–Singapore Causeway (Johor-Singapore-dæmningen) er en 1056 m lang dæmning som forbinder Woodlands i Singapore med Johor Bahru, hovedstaden i den malaysiske delstat Johor. Malaysia–Singapore Second Link er en 1920 m lang motorvejsbro over vestsiden af strædet.